# Chalaza

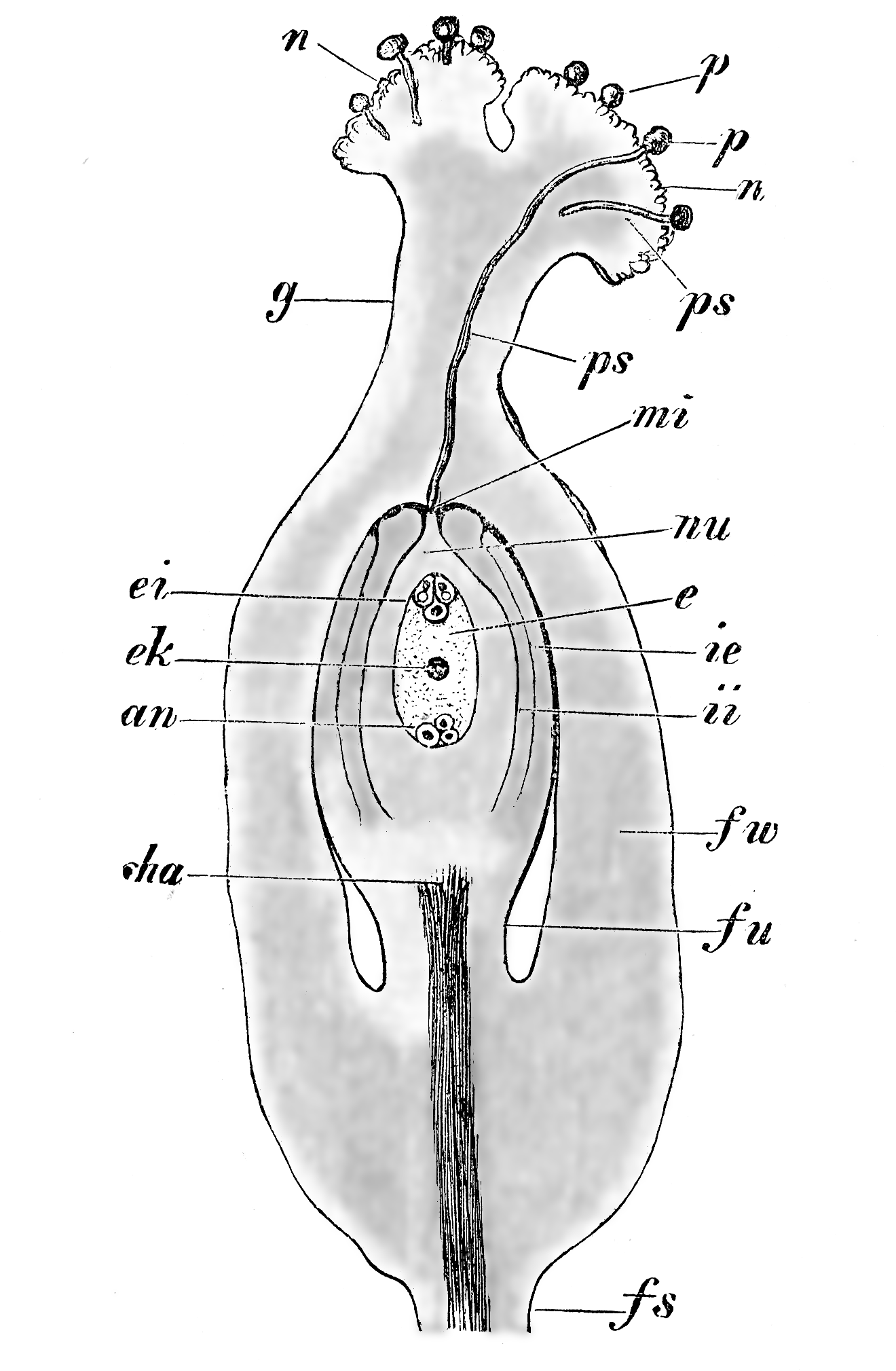
Ovário de Fallopia convolvulus durante a fecundação (48 ×): fu funículo, cha chalaza, nu nucela, mi micrópilo, ii tegumento interno, ie tegumento externo, e saco embrionário, ek nó do saco embrionário, ei oosfera, an antípodas, g estilete, n estigma, p grãos de pólen, ps tubos polínicos.

Corte esquemático de um ovo de galinha: a calaza é o filamento longitudinal a que corresponde os números 4 e 13.

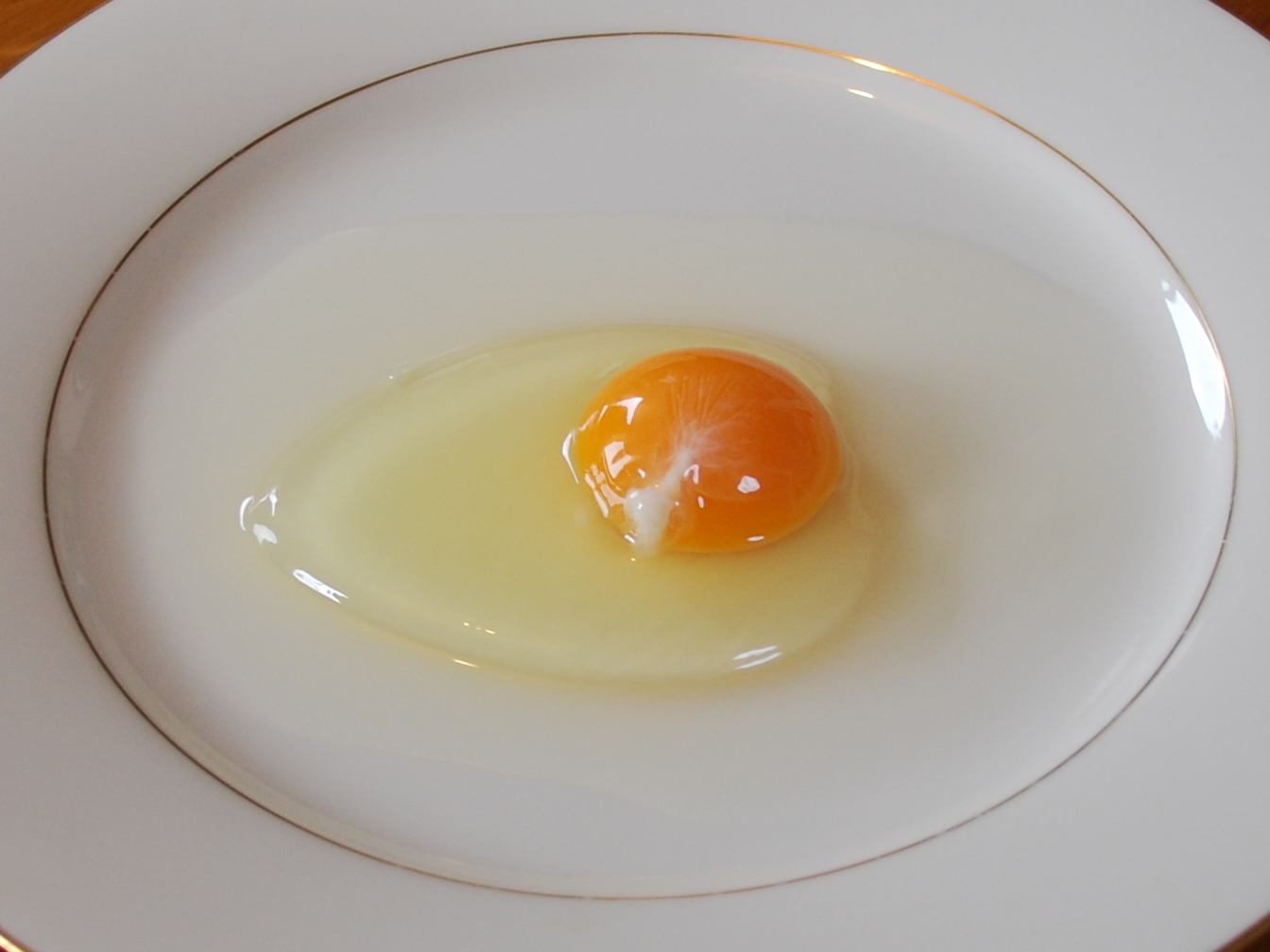
O conteúdo de um ovo de galinha com a calaza bem visível como um cordão esbranquiçado sobre a gema.

Chalaza (do grego χάλαζα, khálaza; granizo, grão transparente), também calaza ou calázio, é a designação dada em zoologia a uma estrutura de suporte existente nos ovos de aves e répteis e em botânica à região do óvulo das plantas com flor onde convergem o funículo, a nucela e os tegumentos. Em ambos os casos, a chalaza liga ou suspende a gema ou a nucela às restantes estruturas.

## Descrição
Botânica
Nos óvulos das plantas com flor designa-se por chalaza (ou frequentemente calaza) a região do óvulo onde convergem o funículo, a nucela e os tegumentos. A chalaaz forma uma rede de fibras na base do óvulo que une a nucela ao tegumento externo do óvulo. Os feixes cribrovasculares do funículo ramificam-se ao nível da chalaza para alimentar o óvulo a partir dos tecidos da planta-mãe. A estrutura pode coincidir com a terminação ou ramificação dos feixes vasculares que penetram no óvulo.
Após o desenvolvimento do óvulo, corresponde ao ponto da semente por onde se alimenta o embrião, sendo que a calaza deixa geralmente na semente uma cicatriz que é também designada por calaza, mácula da calaza ou mancha da calaza.
Nos óvulos das plantas, a chalaza está localizada em posição oposta à abertura do micrópilo do tegumento, sendo o tecido onde o tegumento e a nucela se ligam. Os nutrientes da planta são encaminhados através do tecido vascular do funículo e do tegumento externo através da chalaza até à nucela. Durante o desenvolvimento do saco embrionário dentro de um óvulo de uma espermatófita, as três células na extremidade calazal evoluem para formar as células antípodas.
A calazogamia é o processo através do qual o tubo polínico entra no óvulo pela calaza antes de se produzir a dupla fecundação. Embora na maioria das plantas com flor o tubo polínico entre no óvulo para fertilização através da abertura do micrópilo do tegumento, num processo designado por porogamia, em algumas espécies mais primitivas a fertilização é calazogâmica, processo em que os tubos polínicos penetram no óvulo através da calaza ao invés da abertura do micrópilo. A calazogamia foi descoberta pela primeira vez em espécies de plantas monóicas da família Casuarinaceae por Melchior Treub, mas desde então também foi observada em outras, por exemplo em pistácios e nogueiras.
Os óvulos vegetais são classificados de acordo com as relações espaciais entre o funículo, a calaza e o micrópilo em:
- Óvulos ortótropos (também denominado óvulos átropos ou rectos) — óvulos em que o funículo, a calaza e o micrópilo estão alinhados sobre um mesmo plano;
- Óvulos anátropos — óvulos que apresentam o micrópilo próximo do funículo e a calaza do lado oposto. Nestes óvulos o funículo está soldado ao tegumento formando um espessamento alongado, designado por rafe;
- Óvulos campilótropos ou óvulos encurvados — óvulos curvados de tal forma que a calaza se encontra próxima do funículo.

Zoologia
Nos ovos da maioria das aves (mas não nos répteis), a calaza é constituída por duas faixas de tecido em espiral que suspendem a gema no centro da clara (o albúmen). Nos répteis a calaza é simples. A função da calaza é manter a gema no lugar, evitando que ela fique encostada à casca do ovo.
As duas calazas presentes nos ovos das aves e répteis são fios helicoidais de albumina presos à membrana interna da casca e cuja função é manter a gema suspensa no centro do ovo. Posteriormente, durante o desenvolvimento embriónico, as calazas mantêm o eixo antero-posterior do embrião em posição perpendicular ao eixo mais longo da casca (graças ao enrolamento levogiro da chalaza à direita do embrião e dextrogiro da situada à esquerda). Esta rede de fibras torcidas sobre si mesmas em espiral funciona assim como uma mola. Alguns répteis, como Pogona vitticeps, põem ovos que não apresentam chalazas.
Quando ovos são usados em doçaria, as chalazas às vezes são removidas para garantir uma textura uniforme das claras.